# Chris Murphy (musicien, 1968)
Pour les articles homonymes, voir Chris Murphy.
Chris Murphy (né le 7 novembre 1968 à Charlottetown, Île-du-Prince-Édouard, Canada) est un membre du groupe de rock canadien Sloan.

## Biographie
Bien que né dans l'Île-du-Prince-Édouard, Murphy est fréquemment associé avec la Nouvelle-Écosse, alors que comme ses partenaires, il réside actuellement à Toronto, Ontario.
Avec Jay Ferguson, il participe à la formation du groupe Sloan au sein duquel il joue de la basse et chante. Néanmoins, sur certains morceaux, il tient la batterie ou la guitare.
Chris a une grande présence scénique, interpellant souvent le public, discutant avec lui ou simplement en faisant l'idiot.
Il est réputé être l'intello du groupe, écrivant des chansons subtiles aux textes élaborés.
Parmi ses meilleures chansons figurent : Coax Me, Underwhelmed, Penpals, Nothing Left to Make Me Want to Stay, She Says What She Means, The Other Man, The Rest Of My Life, I Am the Cancer et Fading into obscurity.
En décembre 2005, Chris a lancé une émission de radio sur CBC Radio 3 avec son partenaire dans Sloan, Jay Ferguson. Leur émission était diffusée les samedis et dimanches sur la radio satellite Sirius (channel 94). L'émission est suspendue depuis novembre 2006.
Chris Murphy a aussi participé en tant que jury invité à l'émission Video on Trial.
Il a un fils.